# Mexitli

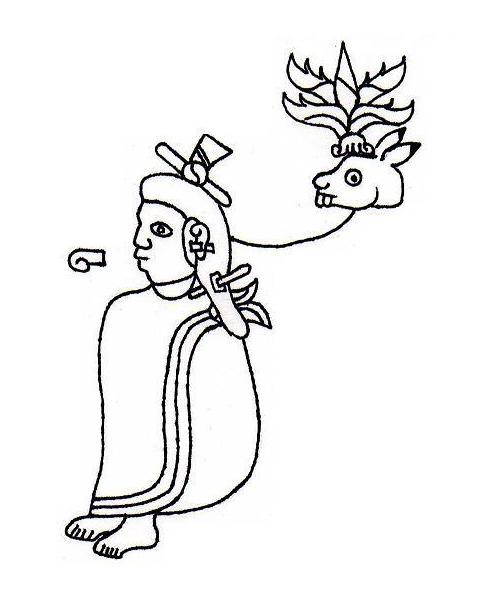
Mexitli en base de varios códices.

Mexihtli es una variación del nombre Mecihtli ("Liebre magueyera"), en la lengua náhuatl es normal la evolución fonológica de /c/ a /x/. Suele aparecer escrito en las fuentes simplemente como Mexi.
Este nombre está íntimamente relacionado al origen de la palabra México. Ampliamente distorsionado y difundido el significado del nombre del país como "Lugar del ombligo de la Luna", atribuyéndole toda una serie de valores simbólicos e incluso metafísicos, esto a partir de la publicación del libro de Gutierre Tibón en 1975, "Historia del nombre y de la fundación de México", autor con tendencias místicas y esotéricas. Las fuentes históricas claramente guían a un consenso en otra dirección.

## Mexi, el caudillo
La existencia de un caudillo llamado Mexitli, Mexih o Mecih es confusa en las fuentes históricas del México Antiguo. Se menciona que es el mismo Huitzilopochtli, dato que difícilmente puede ser corroborado. 
El estudio de las versiones muestra que escapa ligeramente al tiempo histórico, debido a que su actuar se encuentra en el momento del origen de los grupos humanos, durante el tiempo mítico. Lo más cercano a un personaje histórico es mencionado por Alvarado Tezozomoc (Tena, 2012:35) en su "Crónica mexicáyotl", donde habla de un personaje llamado Chalchiuhtlatonac Mexi, quien funge como pre-caudillo, esta participación es mejor entendida al revisar a Chimalpain en el "Memorial breve acerca de la fundación de Colhuacan" (1998 I: 85), donde es Huitziltzin (Huitzilopochtli) el pre-guía por 52 años, periodo anterior a su inicio migratorio.
Lo cierto es que para finales del siglo XII, ya existía un grupo que se auto determinaba mexitin. Es bastante notorio el contraste y la diferencia entre "mexitin" y "mexicah"; en las crónicas (Tezozomoc, Chimalpain, Tovar) se marca con claridad el uso de mexitin para referirse al grupo antes de fundar su ciudad, mientras mexicah se usa después.

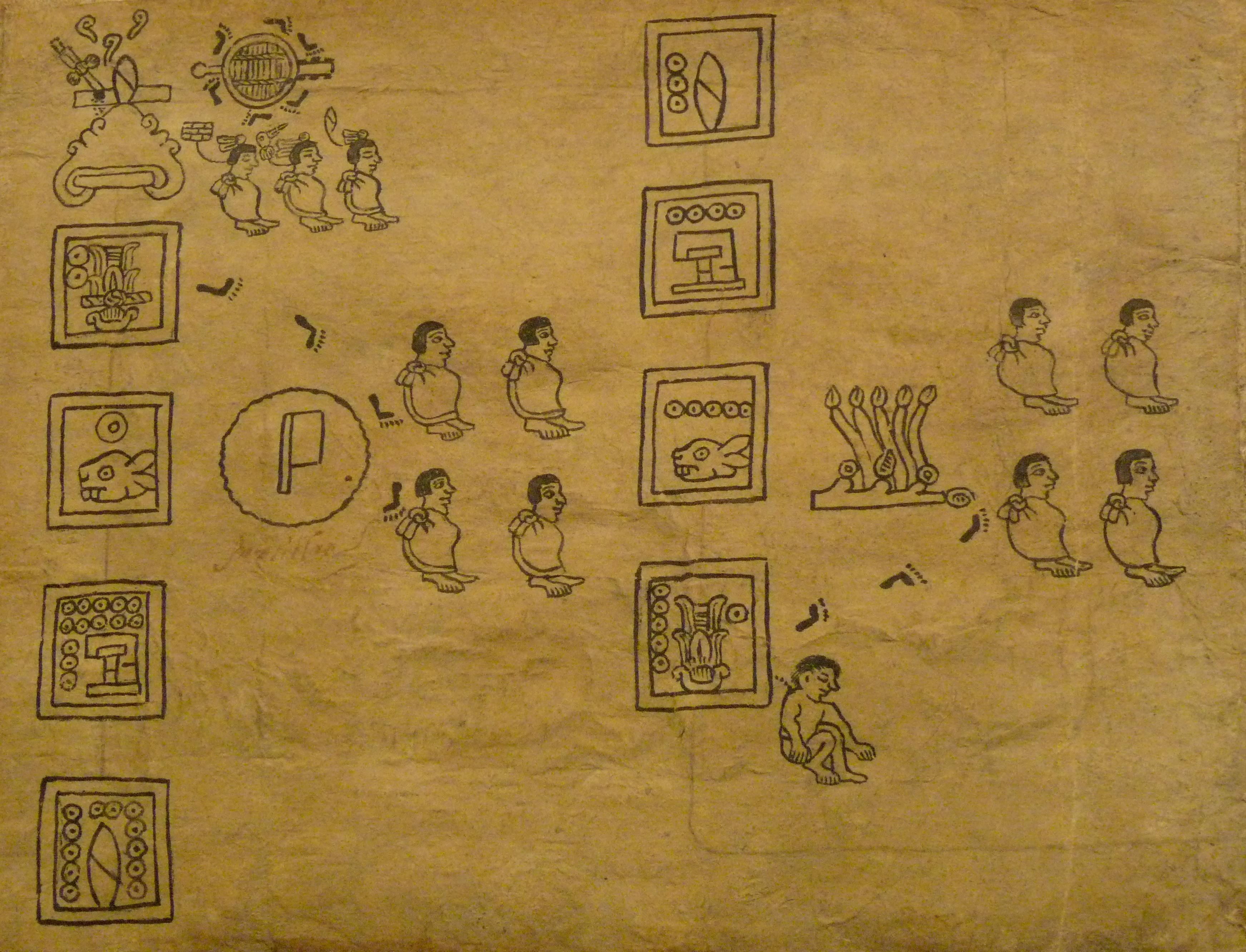
Códice Boturini, en la esquina superior izquierda se puede ver a Huitziltzin quien participa en la guerra del año 2-acatl (1247).

Los mexitin era un grupo heterogéneo, con la característica de que ellos se consideraban seguidores de "Mexi", así que es anterior a Huitziltzin, Tecpatzin y Tozcuecuextli, personajes activos durante 1247. Se dedicaban a la construcción y estaban distribuidos por el reino de Xaltocan, su guía en este momento era posiblemente Iztacmixcoatl (1188-1233). De esta región emigran al sur para fundar varias poblaciones, las más importantes son Huixachtitlan (1240), Cuauhmixtitlan (1274) y se asientan definitivamente en Chapoltepec (1286). Sólo después de la derrota de 1299 en este último lugar, comienzan un nacionalismo que los llevará a reagruparse y ponerle a su ciudad isleña y nueva capital Mexihco-Cuauhmixtitlan en 1302, cambiando gradualmente su gentilicio a mexicas.

## El origen de la palabra «Mexihco»
Las evidencias documentales originales del origen del nombre de México esclarecen que la etimología popular en la que se incluye mētztli (‘luna’) como origen de la sílaba me- es incorrecta. Juan de Tovar menciona:

"Fueron caminando con su arca por donde su ídolo los iba guiando, llevando por caudillo a uno que se llamaba Mexi, del cual toma el nombre de mexicanos"
Tovar, 1975:9.

Una de las fuentes más antiguas, como son los Memoriales de Fray Toribio de Benavente Motolinia establece:

"los naturales dicen que aquel nombre de México trajeron sus primeros fundadores, y se llamaban mexiti; y aun después de algun tiempo los moradores de ella se llamaron mexitin. Este nombre tomaron ellos de su principal dios ó ídolo, el cual tenia dos nombres, conviene á saber, Vitzilipuchtli y el otro Mexitli, y de este Mexitli se llamaron mexiti“
Benavente, 1903:143.

Por su parte, fray Diego Durán dice:

"Llamábanlos por otro nombre Mecitin, que quiere decir Mexicanos, á causa de quel sacerdote y señor que los guiaba, se llamaba Mecí, de donde toda la congregación tomó la denominación"
Durán, 2002:71.

Hacia 1615 Juan de Torquemada en su recopilación, Monarquía Indiana, repite lo dicho por Benavente Motolinia, aunque es el primer autor que agrega el significado de "ombligo":

"los mismos naturales afirman que este nombre tomaron del dios principal que ellos trajeron, el cual tenía dos nombres, el uno Huitzilopuchtli y el otro Mexitly, y ,este segundo quiere decir ombligo de maguey y así dicen que los primeros mexicanos lo tomaron de su dios, y asi en sus principios se llamaron mexiti, y después se llamaron mexica"
Torquemada, 1983 I:402.

De todas las fuentes, la más clara y elocuente, sin duda es Sahagún, del cual hay que recordar que tenemos su texto original en nahuatl, dictado por ancianos sabios:

"Este nombre mexícatl se decía antiguamente mecitli, componiéndose de me, que es metl por el maguey, y de citli por la liebre, y así se había de decir mecícatl; y mudándose la c en x corrómpese y dícese mexícatl. Y la causa del nombre según los cuentan los viejos es que cuando vinieron los mexicanos a estas partes traían un caudillo y señor que se llamaba Mécitl, al cual luego después que nació le llamaron citli, liebre; y porque en lugar de cuna lo criaron en una penca grande de un maguey, de ahí adelante llamóse mecitli, como quien dice, hombre criado en aquella penca del maguey; y cuando era hombre fue sacerdote de ídolos, que hablaba personalmente con el demonio, por lo cual era tenido en mucho y muy respetado y obedecido  de sus vasallos, los cuales tomando su nombre de su sacerdote se llamaron mexitin"
Sahagún, 1985:610.

Ninguna fuente del siglo XVI menciona, en nahuatl, que la etimología de México se componga de "Luna" y mucho menos, de "ombligo". Ahora queda claro que primero fue temporalmente el caudillo, de él derivan los seguidores; por lo que Mexihco tiene tanto el sentido de Lugar de Mexi como Lugar de los mexitin. Mientras que el gentilicio posterior a la fundación de su ciudad será mexicatl.